# Ди, Руби
Ру́би Ди (англ. Ruby Dee; 27 октября 1922 — 11 июня 2014) — американская актриса, поэт, сценарист, журналист и активист. Наиболее известна своими ролями в фильмах «Изюм на солнце» (1961) и «Гангстер» (2007), за который была выдвинута на «Оскар» в номинации лучшая актриса второго плана. Обладательница премий «Грэмми», «Эмми», «Оби», «Драма Деск» и премии Гильдии киноактёров США, а также лауреат Национальной медали США в области искусств и Центра Кеннеди. Была представлена на коллекционных карточках Supersisters.

## Биография
Руби Энн Уоллес (англ. Ruby Ann Wallace) родилась в Кливленде 27 октября 1922 года в семье Маршала Эдварда Натаниэла Уоллеса и его жены Глэдис Хайтауэр. После того, как её мать бросила семью, отец вновь женился на учительнице Эмме Амелии Бенсон и детство Руби прошло в нью-йоркском районе Гарлем. Там же она окончила среднюю школу, а затем обучалась в колледже. С 1941 по 1945 год Руби Ди была замужем за певцом Фрэнки Ди Брауном, чью фамилию впоследствии стала использовать на сцене, а в 1948 году во второй раз вышла замуж, за актёра Осси Дэвиса.

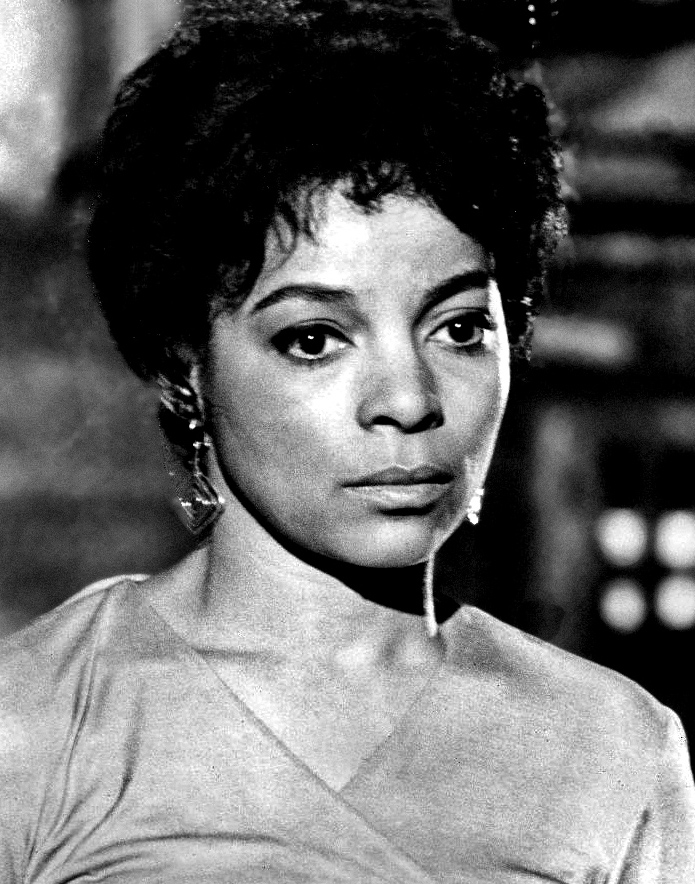
Руби Ди в 1972 году

Её бродвейский дебют состоялся в самом конце 1943 в знаменитом мюзикле «Юг Тихого океана». В последующие годы она появилась ещё несколько раз на Бродвее, а также дебютировала в кино, но первого успеха добилась только в 1950 году после исполнения роли Рэй Робинсон в фильме «История Джеки Робинсона» (1950). В дальнейшем Руби Ди не оставила театр, и за всю свою карьеру активно играла как на сцене, так и в кино.
На экранах она часто появлялась вместе с Сидни Пуатье, в том числе в картинах «На окраине города» (1956), «Изюм на солнце» (1961) и «Бак и Проповедник» (1972). В 1960-х годах у Руби Ди были серьёзные роли в политических фильмах, к примеру в «Пройденных днях» (1963) и в «Инциденте» (1967).
На телевидении Руби Ди появилась в телесериалах «Пейтон-Плейс», «Золотые девочки», «Прикосновение ангела» и многих других. Она девять раз номинировалась на премию «Эмми», и лишь однажды была удостоена её за роль в телефильме «День украшений» в 1991 году.
Также у неё были примечательные роли в фильмах «Люди-кошки» (1982), «Тропическая лихорадка» (1991), «Полицейский с половиной» (1993), «Противостояние» (1994) и «Справедливый суд» (1995).
В 2005 году скончался её муж Осси Дэвис, с которым она провела в открытом браке 57 лет. Один из их троих детей, Гай Дэвис, стал музыкантом. Вместе с мужем Ди была и остаётся общественной активисткой и членом многих организаций, в том числе и NAACP. Они также были друзьями Мартина Лютера Кинга и Малкольма Икс. Более 30 лет Руби боролась с раком груди и в итоге болезнь удалось победить.
В 2007 году Руби Ди получила премию «Грэмми» за альбом «With Ossie And Ruby: In This Life Together», посвящённый их совместной жизни с Осси Дэвисом. В том же году она стала номинанткой на премию «Оскар» за роль мамы Лукас в фильме «Гангстер». Руби Ди, в свои 83 года, стала второй по старшинству, после Глории Стюарт, номинанткой на премию киноакадемии.
Руби Ди умерла 11 июня в своём доме в городе Нью-Рошелл, штат Нью-Йорк, в возрасте 91 года.

## Заслуги

### Награды
- 1991 — Прайм-таймовая премия «Эмми» — лучшая женская роль второго плана в мини-сериале или фильме, за телефильм «День украшений»
- 2008 — Премия Гильдии киноактёров США — лучшая женская роль второго плана, за фильм «Гангстер»

### Номинации
- 1964 — Премия «Эмми» — лучшая женская роль в мини-сериале или фильме, за телесериал «Медсёстры»
- 1979 — Премия «Эмми» — лучшая женская роль второго плана в мини-сериале или фильме, за мини-сериал «Корни: Следующие поколения»
- 1988 — Премия «Эмми» — лучшая женская роль второго плана в мини-сериале или фильме, за мини-сериал «Линкольн»
- 1990 — Премия «Эмми» — лучшая приглашённая актриса в драматическом телесериале, за телесериал «Чайна-Бич»
- 1993 — Премия «Эмми» — лучшая приглашённая актриса в комедийном телесериале, за телесериал «Вечерняя тень»
- 1995 — Дневная премия «Эмми» — лучшая озвучка в анимационной программе, за короткометражный мультфильм Whitewash
- 2001 — Дневная премия «Эмми» — лучшая озвучка в анимационной программе, за многосерийный мультфильм «Малыш Билл»
- 2003 — Дневная премия «Эмми» — лучшая озвучка в анимационной программе, за многосерийный мультфильм «Малыш Билл»
- 2008 — Премия «Оскар» — лучшая женская роль второго плана, за фильм «Гангстер»
- 2010 — Премия Гильдии киноактёров США — лучшая женская роль в телефильме или мини-сериале, за телефильм «Америка»